# Йохан III (Насау-Байлщайн)
Йохан III фон Насау-Байлщайн (на немски: Johann III von Nassau-Beilstein; * 17 ноември 1495; † 13 декември 1561) е от 1513 г. до смъртта си граф на Насау-Байлщайн в Байлщайн и от 1556 до 1561 г. граф на Насау-Байлщайн в Либеншайд.

## Живот
Той е първият син на граф Йохан II фон Насау-Байлщайн (ок. 1460 – 1513) и първата му съпруга графиня Мария фон Золмс-Браунфелс (1471 – 1505), дъщеря на граф Ото фон Золмс. По-малкият му брат Хайнрих (1496 – 1525) е йоанит, убит в битката при Павия.
През 1513 г. Йохан III наследява баща си. Неговият чичо Бернхард фон Насау-Байлщайн († 10 май 1556) също има претенции за графството и от май 1499 г. е сърегент в Насау-Байлщайн и след смъртта му през 1556 г. Йохан наследява собственостите му.
Йохан III е в свитата на Херман V фон Вид, архиепископът на Курфюрство Кьолн. С него той присъства през 1520 г. при императорската коронизация на Карл V в Аахен.
Йохан умира през 1561 г. без легитимни деца. Той определя в завещанието си за свой единствен наследник граф Вилхелм Богатия фон Насау-Диленбург. Неговият син Йохан Стари успява да вземе през 1561 г. цялото Графство Насау-Байлщайн, въпреки протеста на фамилиите Сайн и Золмс, и взема титлата господар на Байлщайн.

## Фамилия
Йохан III се жени на 16 февруари 1523 г. за графиня Анна фон Насау-Вайлбург (* 7 октомври 1505; † 28 ноември 1564), дъщеря на граф Лудвиг I фон Насау-Вайлбург (1466 – 1523) и съпругата му графиня Мария Маргарета фон Насау-Висбаден (1487 – 1548), дъщеря на граф Адолф III фон Насау-Идщайн-Висбаден (1487 – 1548) и Маргарета фон Ханау-Лихтенберг (1463 – 1504). Бракът е бездетен.
Йохан III има незаконните деца:
- Елизабет († 1586), омъжена I. пр. 1542 г. за Файт Шваб; II. пр. 1586 г. за Конрад Лоос
- Конрад фон Насау († пр. 1594)
- Анна († ок. 1565/1566), омъжена I. 1536 г. за Кох Хен; II. за Паулус Бендер († 1565/1566, Байлщайн)